# Beynat
Beynat (Beinat en occitan) est une commune française du département de la Corrèze, en région Nouvelle-Aquitaine. Ses habitants, au nombre de 1 258 en 2017, sont appelés les Beynatois et les Beynatoises.

## Géographie
Commune du Massif central, elle est située sur la Roanne.

### Communes limitrophes
Les communes limitrophes sont Albignac, Albussac, Le Chastang, Lagleygeolle, Lanteuil, Ménoire, Palazinges, Le Pescher, Sainte-Fortunade et Sérilhac.

|
| Palazinges, Albignac | Le Chastang | Sainte-Fortunade    |
| Lanteuil             | Beynat      | Albussac            |
| Lagleygeolle         | Sérilhac    | Ménoire, Le Pescher |

|}

### Climat
Pour des articles plus généraux, voir Climat de la Nouvelle-Aquitaine et Climat de la Corrèze.
Historiquement, la commune est exposée à un climat montagnard.
En 2020, Météo-France publie une typologie des climats de la France métropolitaine dans laquelle la commune est dans une zone de transition entre le climat océanique altéré et le climat de montagne et est dans la région climatique Ouest et nord-ouest du Massif Central, caractérisée par une pluviométrie annuelle de 900 à 1 500 mm, maximale en automne et en hiver.
Pour la période 1971-2000, la température annuelle moyenne est de 11,5 °C, avec  une amplitude thermique annuelle de 14,7 °C. Le cumul annuel moyen de précipitations est de 1 244 mm, avec 12,5 jours de précipitations en janvier et 7,6 jours en juillet. Pour la période 1991-2020, la température moyenne annuelle observée sur la station météorologique la plus proche, située sur la commune de Brive-la-Gaillarde à 16 km à vol d'oiseau, est de 12,9 °C et le cumul annuel moyen de précipitations est de 903,9 mm,. Pour l'avenir, les paramètres climatiques de la commune estimés pour 2050 selon différents scénarios d’émission de gaz à effet de serre sont consultables sur un site dédié publié par Météo-France en novembre 2022.

## Urbanisme

### Typologie
Au 1er janvier 2024, Beynat est catégorisée commune rurale à habitat dispersé, selon la nouvelle grille communale de densité à 7 niveaux définie par l'Insee en 2022.
Elle est située hors unité urbaine. Par ailleurs la commune fait partie de l'aire d'attraction de Brive-la-Gaillarde, dont elle est une commune de la couronne,. Cette aire, qui regroupe 80 communes, est catégorisée dans les aires de 50 000 à moins de 200 000 habitants,.

### Occupation des sols
L'occupation des sols de la commune, telle qu'elle ressort de la base de données européenne d’occupation biophysique des sols Corine Land Cover (CLC), est marquée par l'importance des territoires agricoles (50,4 % en 2018), en augmentation par rapport à 1990 (47,7 %). La répartition détaillée en 2018 est la suivante : 
forêts (47,8 %), prairies (47,1 %), zones agricoles hétérogènes (3,3 %), zones urbanisées (1 %), espaces verts artificialisés, non agricoles (0,9 %).
L'évolution de l’occupation des sols de la commune et de ses infrastructures peut être observée sur les différentes représentations cartographiques du territoire : la carte de Cassini (XVIIIe siècle), la carte d'état-major (1820-1866) et les cartes ou photos aériennes de l'IGN pour la période actuelle (1950 à aujourd'hui).

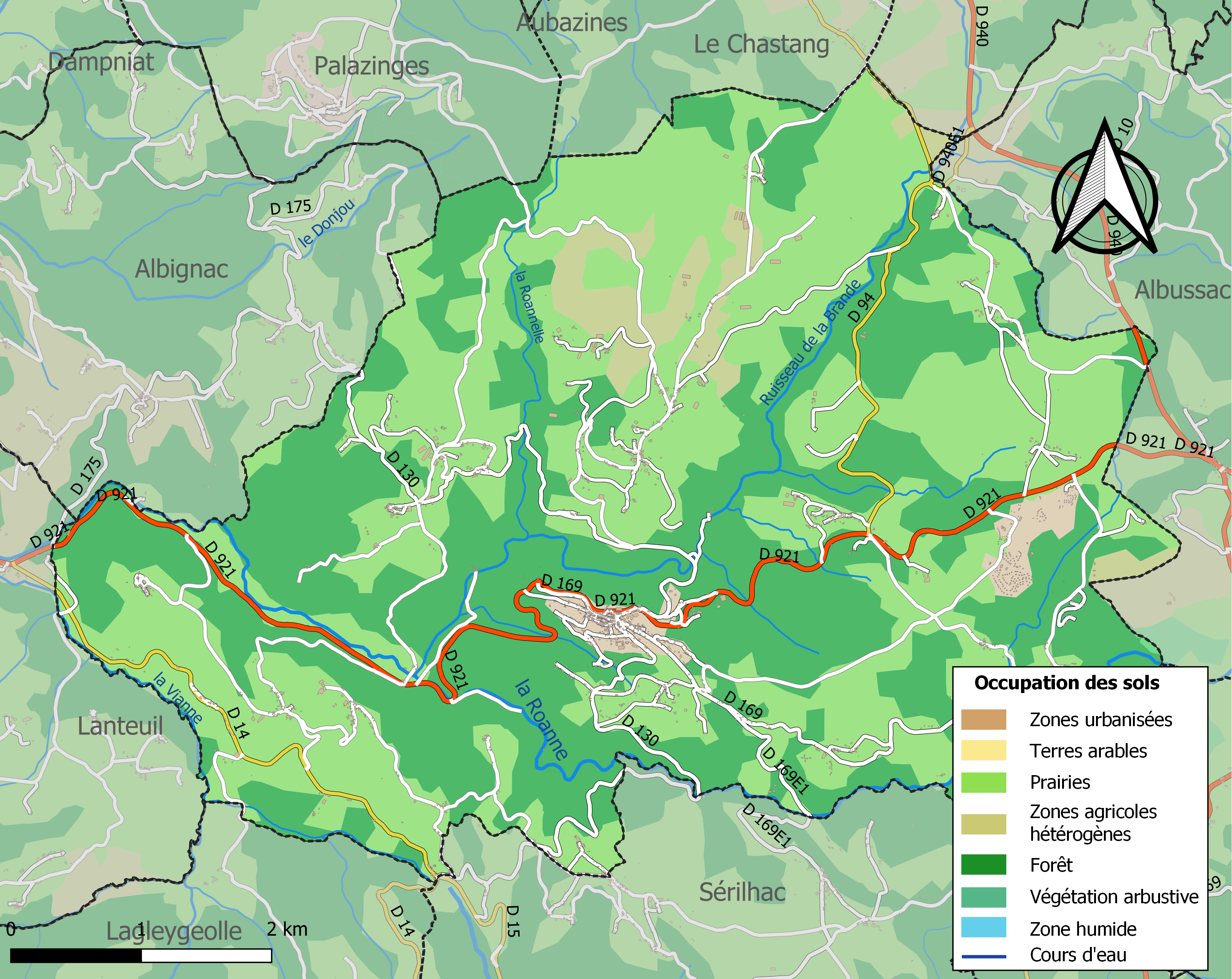
Carte des infrastructures et de l'occupation des sols de la commune en 2018 (CLC).

### Transport routier
- Réseau Réseau interurbain de la Corrèze

### Risques majeurs
Le territoire de la commune de Beynat est vulnérable à différents aléas naturels : météorologiques (tempête, orage, neige, grand froid, canicule ou sécheresse), inondations, feux de forêts, mouvements de terrains et séisme (sismicité très faible). Il est également exposé à un risque particulier : le risque de radon. Un site publié par le BRGM permet d'évaluer simplement et rapidement les risques d'un bien localisé soit par son adresse soit par le numéro de sa parcelle.

#### Risques naturels
Certaines parties du territoire communal sont susceptibles d’être affectées par le risque d’inondation par débordement de cours d'eau, notamment la Roanne,.

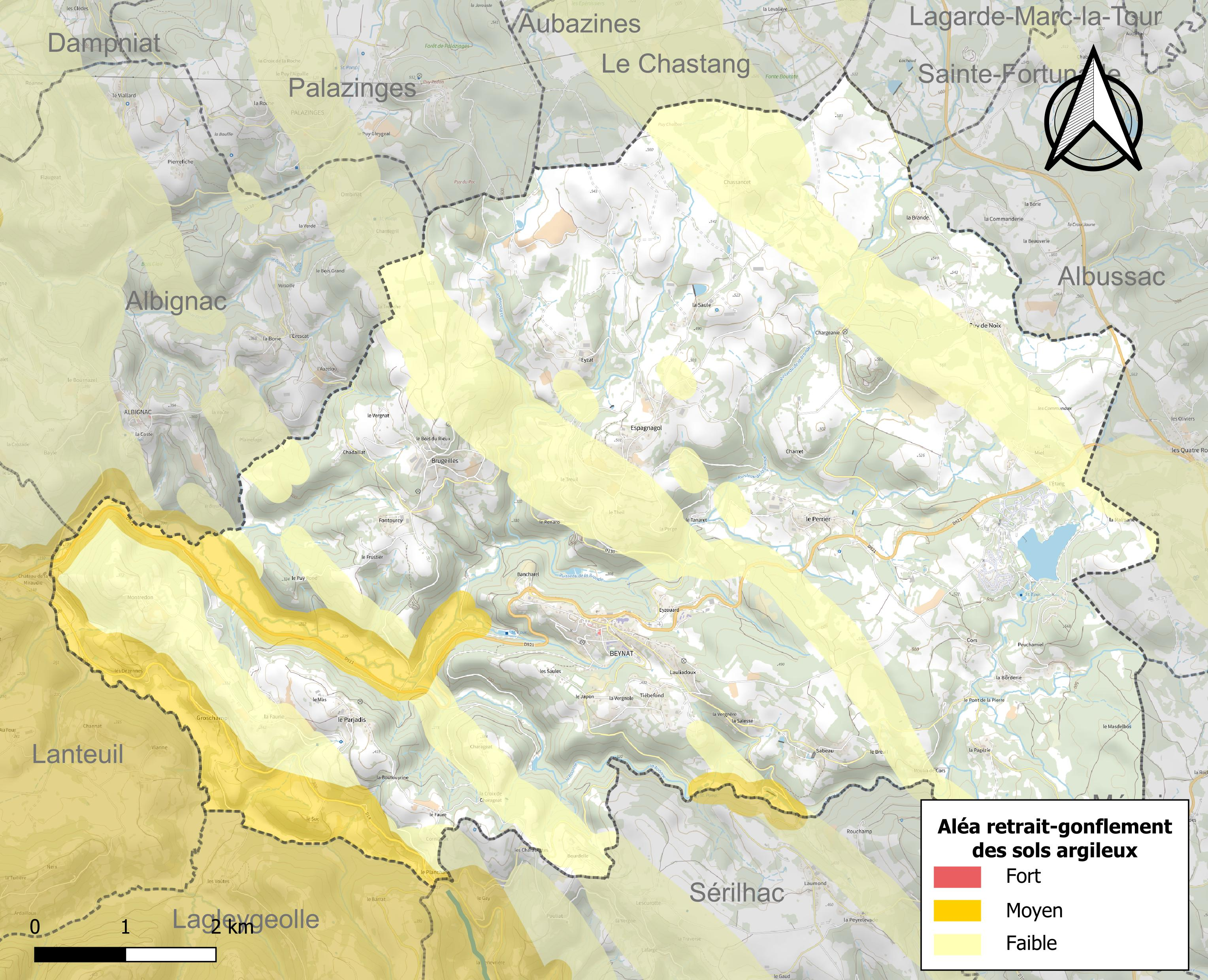
Carte des zones d'aléa retrait-gonflement des sols argileux de Beynat.

La commune est vulnérable au risque de mouvements de terrains constitué principalement du retrait-gonflement des sols argileux. Cet aléa est susceptible d'engendrer des dommages importants aux bâtiments en cas d’alternance de périodes de sécheresse et de pluie. 7,5 % de la superficie communale est en aléa moyen ou fort (26,8 % au niveau départemental et 48,5 % au niveau national). Sur les 825 bâtiments dénombrés sur la commune en 2019, 36 sont en aléa moyen ou fort, soit 4 %, à comparer aux 36 % au niveau départemental et 54 % au niveau national. Une cartographie de l'exposition du territoire national au retrait gonflement des sols argileux est disponible sur le site du BRGM,.
Concernant les feux de forêt, aucun plan de prévention des risques incendie de forêt (PPRIF) n’a été établi en Corrèze, néanmoins le code de l’urbanisme impose la prise en compte des risques dans les documents d’urbanisme. Le périmètre des servitudes d'utilité publique et des zones d'obligation légale de débroussaillement pour les particuliers est quant à lui défini pour la commune dans une carte dédiée.

#### Risque particulier
Dans plusieurs parties du territoire national, le radon, accumulé dans certains logements ou autres locaux, peut constituer une source significative d’exposition de la population aux rayonnements ionisants. Certaines communes du département sont concernées par le risque radon à un niveau plus ou moins élevé. Selon la classification de 2018, la commune de Beynat est classée en zone 3, à savoir zone à potentiel radon significatif.

## Histoire
Le 2 avril 1944 la division Brehmer rafle 35 personnes qui seront déportées.
Le 29 juillet 1944, dans le village du Perrier, un groupe de maquisard tombe dans une embuscade tendue par une compagnie motorisée du 95e régiment de sécurité allemande.

## Politique et administration

### Administration municipale
| Période                                  | Période    | Identité                        | Étiquette          | Qualité                                                                                                   |
| ---------------------------------------- | ---------- | ------------------------------- | ------------------ | --- |
|                                          |            |                                 |                    | |
| 1800                                     | 1804       | Jean Chabrignac                 |                    | Bourgeois Commissaire du Directoire Juge de paix du canton Conseiller général de 1833 à 1842 et 1870-1871 |
|                                          |            |                                 |                    | |
| 1808                                     | 1809       | Joseph Mathieu Marie de Cosnac, |                    | Capitaine de cavalerie                                                                                    |
|                                          |            |                                 |                    | |
| 1860                                     | 1870       | Christophe de Cosnac            |                    | Conseiller de préfecture Juge de paix du canton Conseiller général de 1843 à 1848                         |
| 1870                                     | 1871       | Pierre Albert                   |                    | Huissier de justice                                                                                       |
| 1871                                     | 1878       | Christophe de Cosnac            |                    | Conseiller de préfecture Juge de paix du canton Conseiller général de 1843 à 1848                         |
|                                          |            |                                 |                    | |
| 1882                                     | 1893       | Félix Dussol                    | Bonapartiste       | Conseiller de préfecture Juge de paix du canton Conseiller général de 1843 à 1848                         |
|                                          |            |                                 |                    | |
| 1912                                     | 1919       | François Darliguie              | Radical-socialiste | Médecin Juge de paix du canton Conseiller général de 1843 à 1848                                          |
| 1919                                     | 1944       | Mathurin Leyx                   |                    | |
| 1944                                     | 1947       |                                 |                    | |
| 1947                                     | 1965       | Pierre Leyx                     | Radical-socialiste | Conseiller général de 1945 à 1970                                                                         |
| 1965                                     |            | Michel Bernical                 |                    | |
|                                          |            |                                 |                    | |
|                                          | 1988       | André Marleix                   | PS                 | |
|                                          |            |                                 |                    | |
| mars 2001                                | avril 2015 | Pascal Coste                    | UMP-LR             | Agriculteur Conseiller général (2008-2015) Élu président du conseil départemental en 2015                 |
| avril 2015                               | En cours   | Jean-Michel Monteil             | DVD                | Cuisinier et exploitant agricole, suppléant de la Députée LR Frédérique Meunier (depuis 2022)             |
| Les données manquantes sont à compléter. |            |                                 |                    | |

### Intercommunalité
La commune fait partie de la communauté de communes du canton de Beynat.

### Politique de développement durable
La commune a engagé une politique de développement durable en lançant une démarche d'Agenda 21 en 2006.

### Politique environnementale
Dans son palmarès 2024, le Conseil national de villes et villages fleuris de France a attribué deux fleurs à la commune.

## Population et société

### Démographie
L'évolution du nombre d'habitants est connue à travers les recensements de la population effectués dans la commune depuis 1793. Pour les communes de moins de 10 000 habitants, une enquête de recensement portant sur toute la population est réalisée tous les cinq ans, les populations de référence des années intermédiaires étant quant à elles estimées par interpolation ou extrapolation. Pour la commune, le premier recensement exhaustif entrant dans le cadre du nouveau dispositif a été réalisé en 2008.

En 2022, la commune comptait 1 281 habitants, en évolution de +0,71 % par rapport à 2016 (Corrèze : −0,59 %, France hors Mayotte : +2,11 %).
| 1793  | 1800  | 1806  | 1821  | 1831  | 1836  | 1841  | 1846  | 1851  |
| ----- | ----- | ----- | ----- | ----- | ----- | ----- | ----- | ----- |
| 1 167 | 1 462 | 1 561 | 1 760 | 1 790 | 1 918 | 1 992 | 2 076 | 2 129 |

| 1856  | 1861  | 1866  | 1872  | 1876  | 1881  | 1886  | 1891  | 1896  |
| ----- | ----- | ----- | ----- | ----- | ----- | ----- | ----- | ----- |
| 1 997 | 2 105 | 2 026 | 2 012 | 1 931 | 1 970 | 1 997 | 2 069 | 2 088 |

| 1901  | 1906  | 1911  | 1921  | 1926  | 1931  | 1936  | 1946  | 1954  |
| ----- | ----- | ----- | ----- | ----- | ----- | ----- | ----- | ----- |
| 1 963 | 1 972 | 1 952 | 1 756 | 1 792 | 1 632 | 1 622 | 1 520 | 1 415 |

| 1962  | 1968  | 1975  | 1982  | 1990  | 1999  | 2006  | 2008  | 2013  |
| ----- | ----- | ----- | ----- | ----- | ----- | ----- | ----- | ----- |
| 1 408 | 1 336 | 1 132 | 1 101 | 1 068 | 1 149 | 1 217 | 1 233 | 1 280 |

| 2018  | 2022  | - | - | - | - | - | - | - |
| ----- | ----- | - | - | - | - | - | - | - |
| 1 245 | 1 281 | - | - | - | - | - | - | - |

### Manifestations culturelles, salons et festivités
La biennale du salon du livre de cuisine Festin d'auteurs et la remise du prix Apicius.

### Tourisme
La commune se rattache à l'office de tourisme du Pays d'Aubazine-Beynat. On trouve sur la commune deux complexes touristiques à proximité de l'étang de Miel, les Hameaux de Miel et le Centre touristique du Lac de Miel Airotel et plusieurs gîtes, meublés et chambres d'hôtes.

### Vie associative
- Les amis de Beynat.
- L.A.Mi.Co Tennis de table
- A.MI.CO, Agir pour le Midi Corrèzien.
- Association Sportive Beynatoise (club et école de football)
- Club.photos.Beynat Vallée de la DORDOGNE.

### Environnement
Beynat a vu la propreté de son rivage récompensée par le Pavillon Bleu depuis plusieurs années et a toujours l'honneur d'être au palmarès en 2010. Elle est la plus petite commune à avoir reçu cette distinction.

## Économie
Depuis le milieu du XVIIIe siècle et jusqu'après la Seconde Guerre mondiale, Beynat était connue pour la confection de cabas en paille de blé ou de seigle. Depuis 2007, une association a remis au jour cette activité et en juin 2016, un musée du cabas a été ouvert dans le bourg.

## Culture locale et patrimoine

### Patrimoine naturel
- L'étang de Miel.

### Patrimoine culturel
- Le dolmen dit cabane des fées est situé près du hameau de Brugeilles  Classé MH (1910).
- L'église Saint-Pierre-ès-Liens, des XIIe et XVe siècles, abrite de nombreux tableaux et objets. dont une toile de Charles-Henri Michel.
- Le château de Sabeau était pendant les années 1960/1970 un centre de colonies de vacances appartenant à la société Astra Calvé, qui a vendu le château en 1985. Il est aujourd'hui propriété de Edencourt SA, une société d'investissement immobilier. Autour de ce château un projet d'en faire un village de vacances dont 60 % des hébergements seront accessibles aux personnes à mobilité réduite. Le château ouvre ses portes le 4 août 2007.
- Au village du Perrier, se trouve le monument en l'honneur de jeunes maquisards tombés en juin 1944.
- Puy de Noix, ancienne commanderie templière puis hospitalière[32].

### Personnalités liées à la commune
- Pierre Dumoulin-Borie (1808-1838), prêtre des missions étrangères de Paris, exécuté au Tonkin, a été canonisé en 1988.
- François Marty (1901-1944), prêtre, aumônier de prison et résistant.
- Victor Feltrin (1909-1993), est un sculpteur ayant résidé dans la commune.
- Kurt Cobain : avant de devenir célèbre, le chanteur a passé plusieurs séjours estivaux durant son enfance chez ses grands-parents dans la commune [33]

### Héraldique
| Blason de Beynat | Blason  | Palé de six pièces d'argent et de gueules, au chef fascé de six pièces d'argent et d'azur. |
| Blason de Beynat | Détails | Armes des Geoffre de Chabrignac. Adopté par le conseil municipal le 17 décembre 1987.      |